# Шулаков Віталій Юрійович
Віталій Юрійович Шулаков (рос. Виталий Юрьевич Шулаков; 9 травня 1983, м. Ангарськ, СРСР) — російський хокеїст, захисник. Виступає за «Лада» (Тольятті) у Континентальній хокейній лізі. 
Вихованець хокейної школи «Єрмак» (Ангарськ). Виступав за «Самородок» (Хабаровськ), «Енергія» (Кемерово), «Амур» (Хабаровськ), «Газовик» (Тюмень), «Спартак» (Москва), «Салават Юлаєв» (Уфа), «Нафтохімік» (Нижньокамськ).
У чемпіонатах КХЛ — 237 матчів (17+43), у плей-оф — 6 матчів (1+0).